# Всемирный союз олимпийских городов
Всеми́рный сою́з олимпи́йских городо́в (фр. Union mondiale des villes olympiques, UMVO; англ. World Union of Olympic Cities, WUOC) — объединение городов всего мира, в которых проходили Олимпийские игры или которые планируют их проведение. Союз был создан в 2007 году в швейцарском городе Лозанне. Его задачей называется передача опыта по проведению игр от организационных комитетов тех олимпийских столиц, где они уже прошли, тем городам, которым только предстоит принять у себя Олимпийские игры или которые планируют подачу заявок на их проведение. Такой обмен опытом, по мнению членов союза, должен помочь новым организаторам избежать ошибок своих предшественников и сократить расходы на подготовку к проведению игр.
По состоянию на октябрь 2023 года в организацию входят 46 городов и ещё один город является ассоциированным членом:
 Амстердам, Нидерланды
 Антверпен, Бельгия
 Атланта, США
 Афины, Греция
 Барселона, Испания
 Брисбен, Австралия
 Буэнос-Айрес, Аргентина
 Дакар, Сенегал
 Иннсбрук, Австрия
 Каннын, Южная Корея
 Квебек, Канада
 Лейк-Плесид, США
 Лиллехаммер, Норвегия
 Лозанна, Швейцария
 Лондон, Великобритания
 Лос-Анджелес, США
 Мехико, Мексика
 Монреаль, Канада
 Москва, Россия (членство приостановлено)
 Мюнхен, Германия
 Нагано, Япония
 Нанкин, Китай
 Париж, Франция
 Пекин, Китай
 Пхёнчхан, Южная Корея
 Рино, США
 Рио-де-Жанейро, Бразилия
 Ричмонд, Канада
 Роттердам, Нидерланды (ассоциированный член)
 Санкт-Мориц, Швейцария
 Саппоро, Япония
 Сараево, Босния и Герцеговина
 Сент-Луис, США
 Сеул, Южная Корея
 Сингапур
 Солт-Лейк-Сити, США
 Сочи, Россия (членство приостановлено)
 Стокгольм, Швеция
 Токио, Япония
 Турин, Италия
 Циндао, Китай
 Циньхуандао, Китай
 Чжанцзякоу, Китай
 Чонсон, Южная Корея
 Шамони, Франция
 Шамрусс, Франция